# Blutstraße

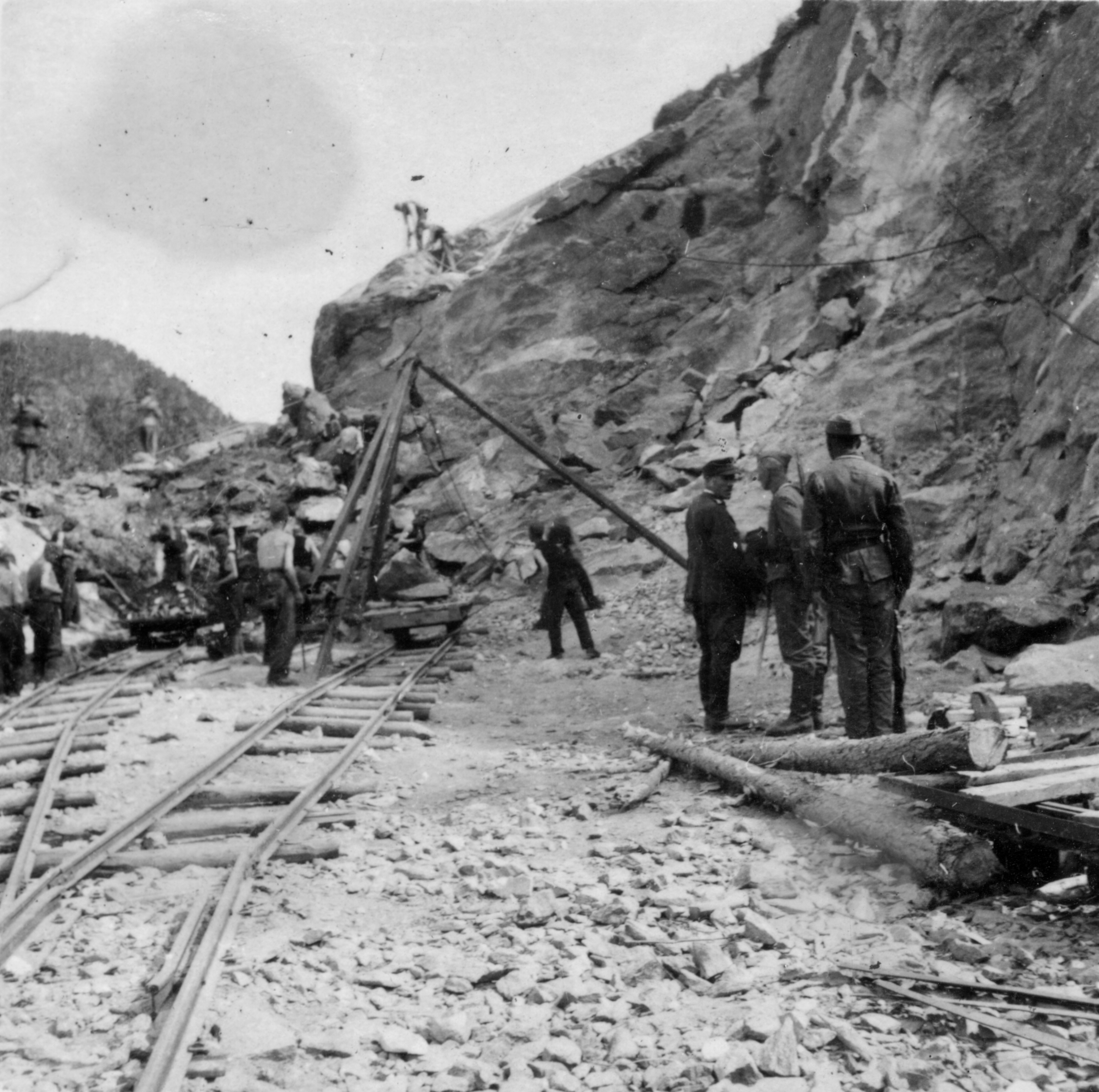
Kriegsgefangene bei der Zwangsarbeit, Saltdal

Als Blutstraße (norwegisch: blodveien) wird in der historischen Fachliteratur ein Straßenstück in Norwegen in der Kommune Saltdal bezeichnet, das unter hohen Verlusten durch vorwiegend jugoslawische Zwangsarbeiter errichtet wurde.
Während der Okkupation Norwegens durch die deutsche Wehrmacht im Zweiten Weltkrieg wurden osteuropäische Kriegsgefangene (vorwiegend aus der Sowjetunion, Polen und Jugoslawien) unter Führung der OT-Einsatzgruppe Wiking unter SS-Standartenführer Willi Henne mit Sitz in Oslo zum Straßen- und Eisenbahnbau eingesetzt. Insgesamt wurden 34.000 Kriegsgefangene von der Ostfront nach Norwegen gebracht und auf 54 Lager zwischen Korgen und dem Tysfjord verteilt.
Das Ziel war der Bau der Polarbahn als Verlängerung der bis zu diesem Zeitpunkt in Mosjøen endenden Eisenbahnstrecke. Insgesamt sollte eine durchgehende Straßen- bzw. Bahnverbindung nach Kirkenes errichtet werden.
Beim Bau der Blutstraße und der zugehörigen Eisenbahnlinie in Norwegen 1942–1944 wurden über 10.000 osteuropäische Zwangsarbeiter und einige hundert deutsche KZ-Häftlinge durch „Vernichtung durch Arbeit“ ermordet. Für diese Morde wurden mehrere norwegische Kollaborateure und deutsche SS-Männer in den Osloer Landssvik-Prozessen und den Belgrader Kriegsverbrecherprozessen zu Gefängnis und Todesstrafen verurteilt. Der Chef der OT-Einsatzgruppe Wiking, Willi Henne, wurde auf Gesuch der UdSSR ausgeliefert.
Der Straßenabschnitt von Saltnes nach Saksenvik wurde von den Kriegsgefangenen als Blutstraße bezeichnet. In der Umgebung, zum Beispiel bei Dalmovika, befinden sich Gedenktafeln.

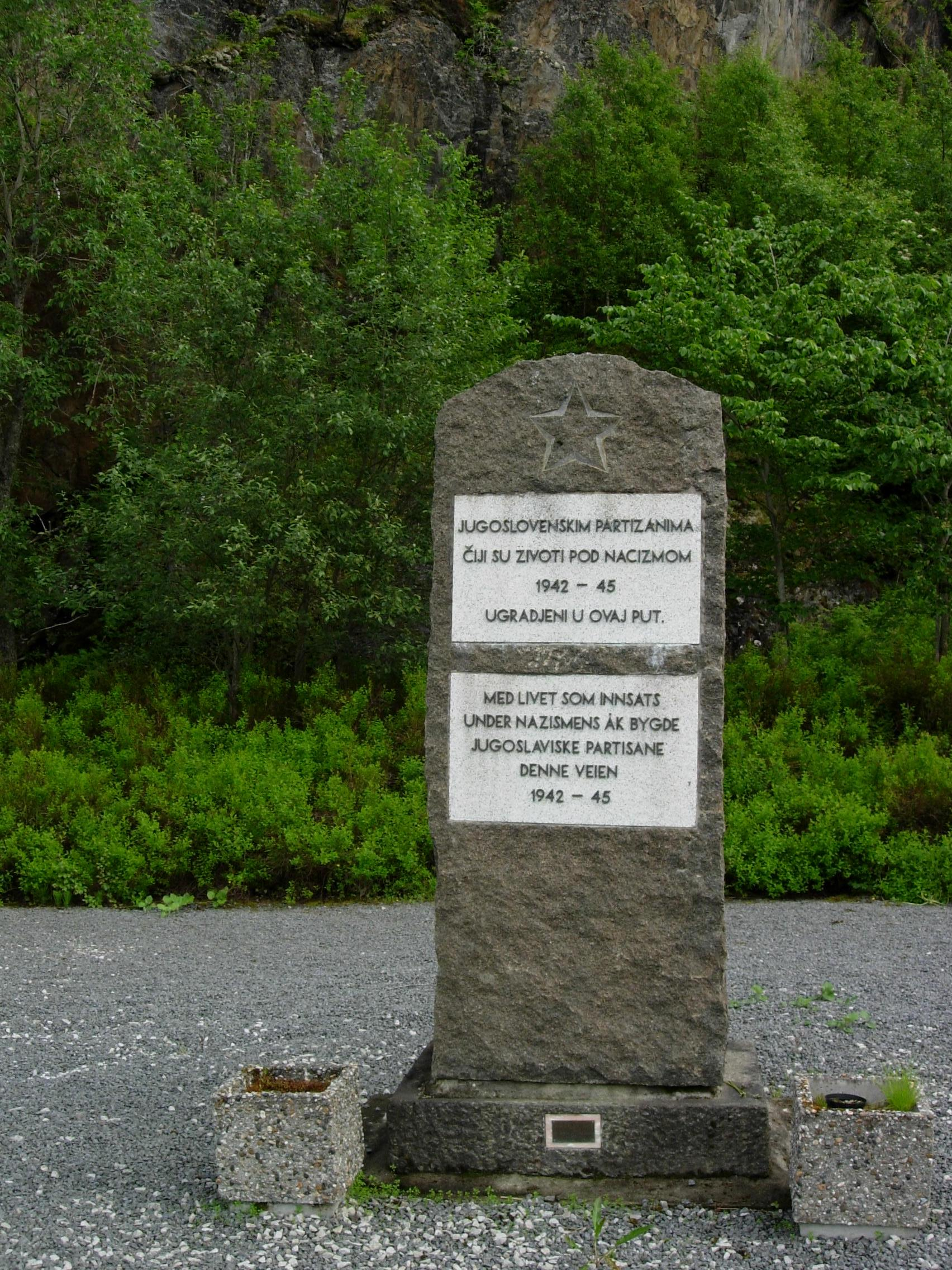
Gedenkstein am Blutweg
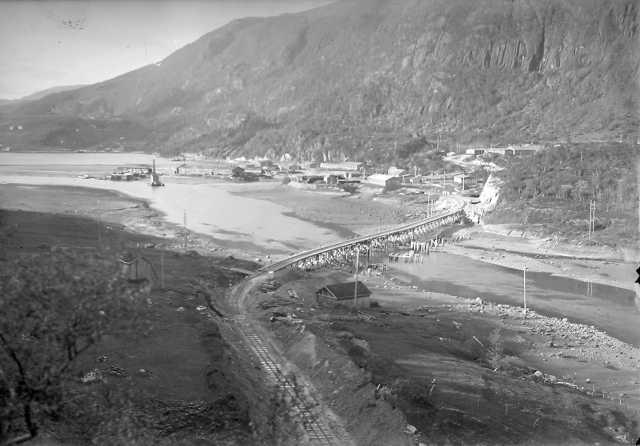
Kriegsgefangenenlager bei Elvkroken in Sørfold, 1945